# تالر

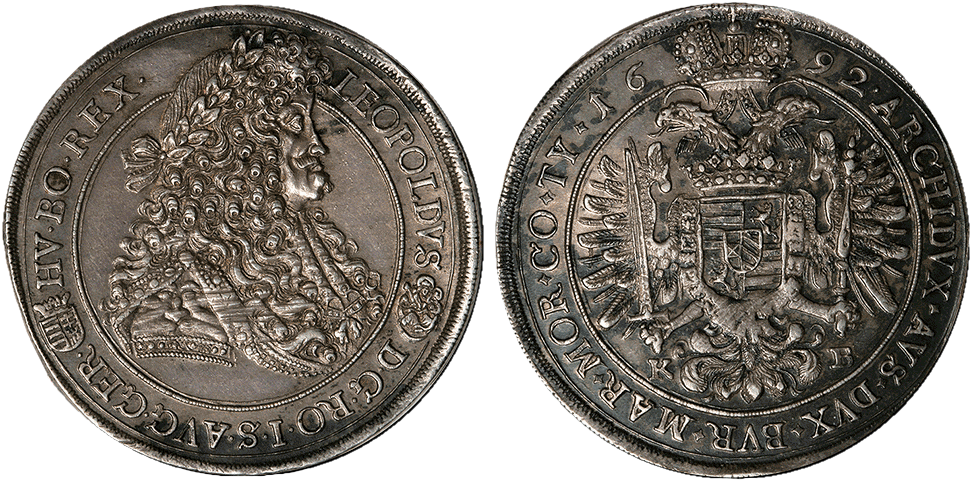
تالر مجارستان با تصویر لئوپولد یکم ضرب شده در سال ۱۶۹۲ میلادی

تالر سکه نقره‌ای بود که در اروپا حدود چهارصد سال استفاده می‌شد. یکای پول دلار و تولار اسلوونی از نام تالر نشات گرفته‌اند.